# Vriesea imperialis
Vriesea imperialis är en gräsväxtart som beskrevs av Élie Abel Carrière. Vriesea imperialis ingår i släktet Vriesea och familjen Bromeliaceae. Inga underarter finns listade i Catalogue of Life.

## Bildgalleri

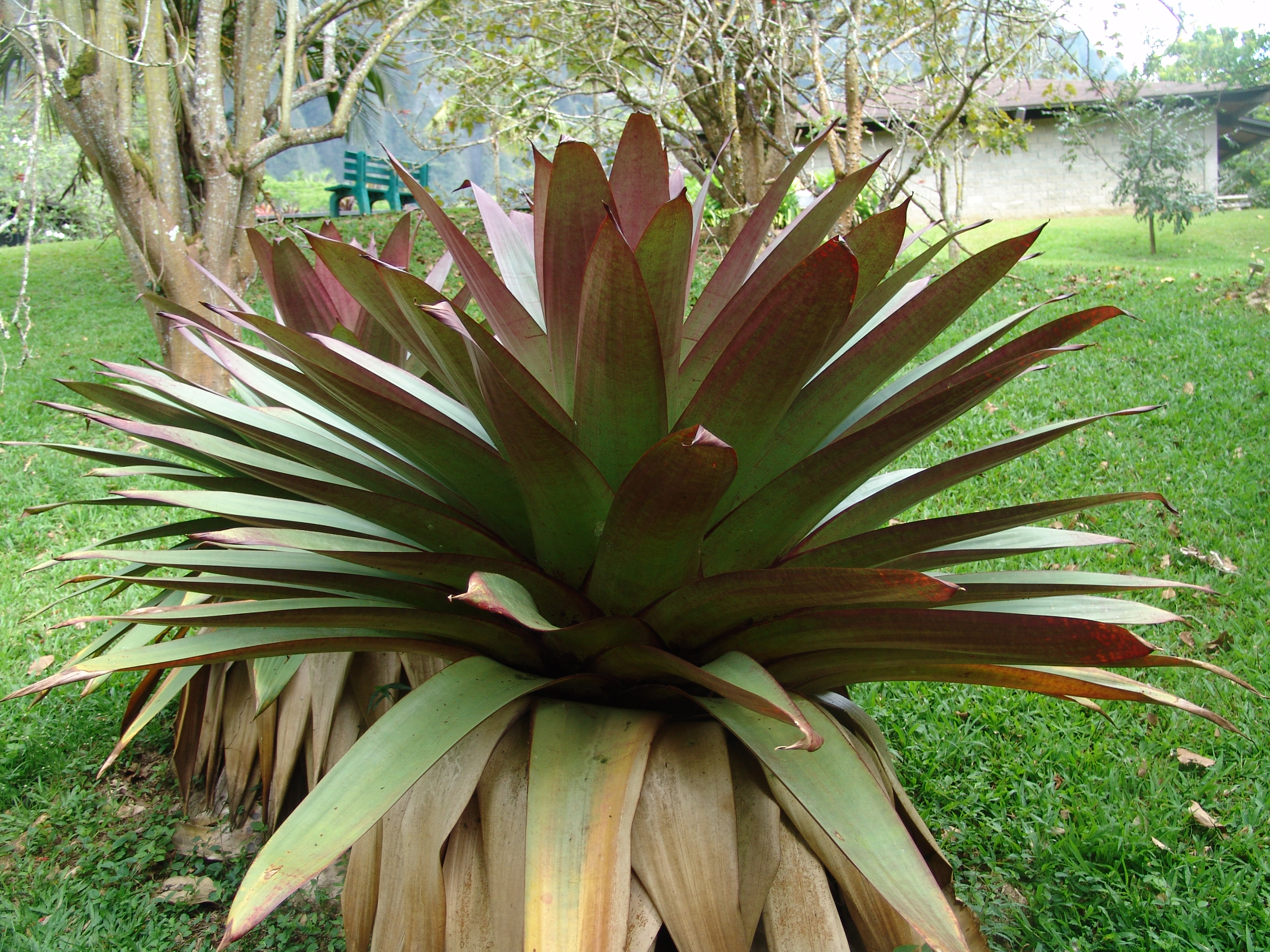
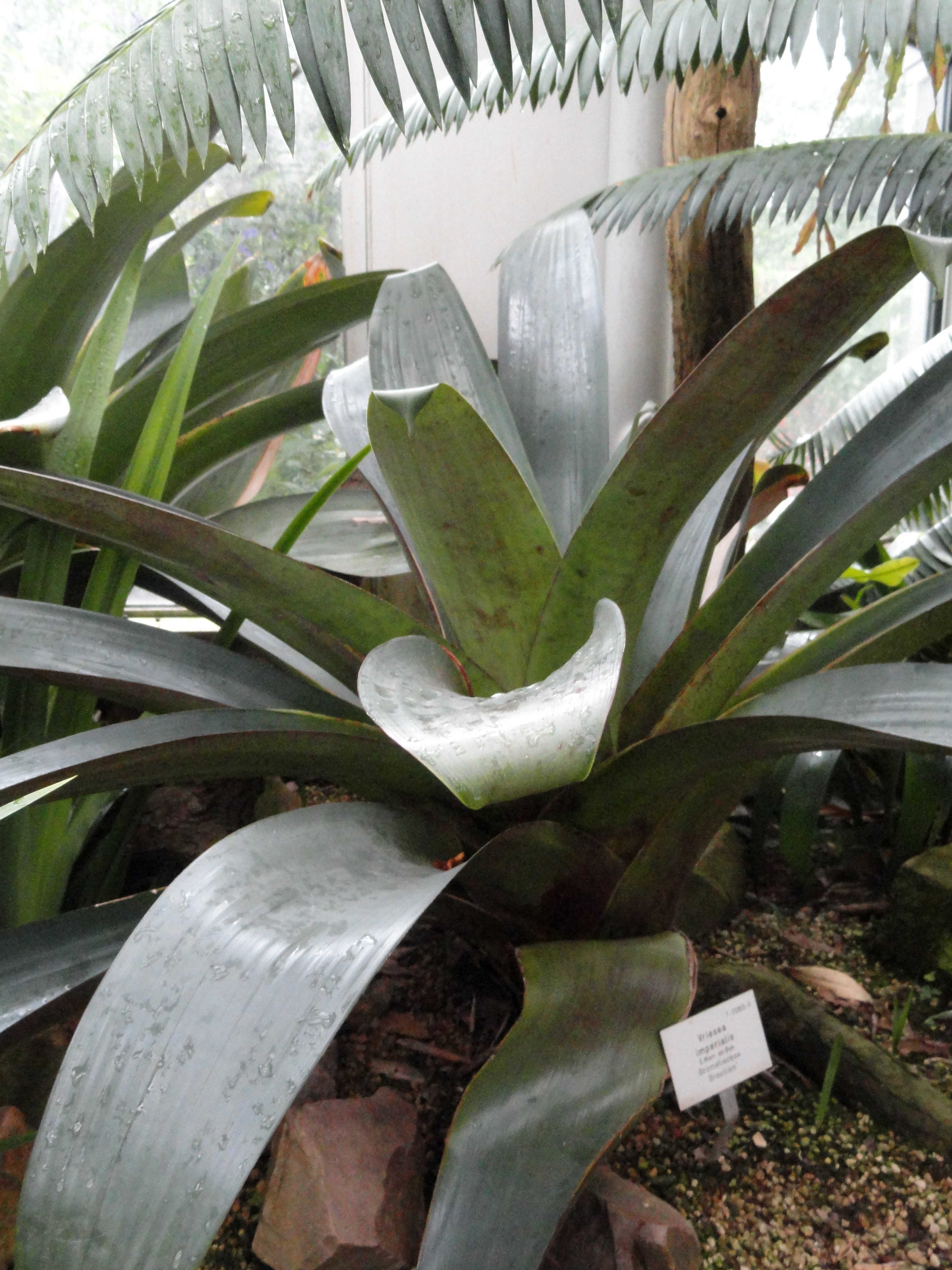